# عميد (أكاديمية)
العميد (بالإنجليزية: Dean) في الإدارات الأكاديمية مثل الجامعات والكليات هو شخص ذا سلطة مهمته الإشراف على وحدة أكاديمية محددة أو منطقة أكاديمة معينة أو نطاق مخصص له، في أغلب الوحدات الأكاديمية، يخوّل العميد لاستخدام صلاحيات تنفيذية في الوحدة الأكاديمية الخاصة به؛ كاتخاذ ما يلزم من إجراءات لتعيين أعضاء هيئة التدريس بتخصصات الكلية المختلفة، والعمل على فتح تخصصات جديدة وفقاً لاحتياجات سوق العمل، وتأمين الاحتياجات الكاملة، كما يوجد عمداء أحياناً في المدارس الإعدادية والثانوية.

## الاستخدامات

### بلغاريا ورومانيا
في الجامعات البلغارية والرومانية، العميد هو رئيس الكلية، والتي قد تشمل عدة أقسام أكاديمية، في كل وحدة تدريسية بالجامعة أو الأكاديمية. وللعميد أن يعين نوابه: وكيلاً للعمل الجامعي، ووكيلاً للنشاط العلمي.

### كندا
في الجامعات أو الكليات في كندا، عادة ما يكون العميد هو رئيس الكلية، والتي قد تشمل العديد من الأقسام الأكاديمية. وتشمل المناصب عادة عميد الآداب، وعميد الهندسة، وعميد العلوم، وعميد الأعمال. كما يوجد في العديد من الجامعات عميد للدراسات العليا، يكون مسؤولاً عن العمل على مستوى الدراسات العليا في جميع أقسام الجامعة.
ربما يكون الوصف الوظيفي لعمداء جامعة واترلو معتادًا، ويعد جزئيًا أن "عميد الكلية هو في المقام الأول موظف جامعي، ويعمل بهذه الصفة في مجلس الشيوخ واللجان الرئيسية المناسبة وفي الهيئات الجامعية الأخرى. كعميد في الجامعة، يتمتع العميد بدور مزدوج يتمثل في إصدار أحكام مستقلة بشأن إجمالي شؤون الجامعة وتمثيل سياسات الكلية ووجهات نظرها، ويجب على العميد الإشراف على علاقات الكلية المعينة مع الكليات الأخرى للتأكد من أنها متناسقة وتخدم أهداف الجامعة الإجمالية. "ويقدم العميد تقاريره مباشرة إلى نائب الرئيس والأكاديمي والعميد."
قد يكون هناك عمداء مشاركين مسؤولين أمام العميد عن وظائف إدارية معينة. تستخدم جامعة مكغيل أيضًا لقب نائب العميد للإشارة إلى الموظف المخصص المسؤول عن إدارة جلسات مناقشات أطروحات الدكتوراه. كما يعمل العمداء بمثابة الممثل المباشر لعميد الدراسات العليا ودراسات ما بعد الدكتوراه ويكونون مسؤولين عن الدفاع الذي يتم التعامل معه بما يتوافق تمامًا مع لوائح الجامعة.

### الدول الناطقة باللغة الألمانية
في البلدان الناطقة باللغة الألمانية، يكون العميد هو رئيس الوحدة الأكاديمية في المستوى الثانوي بالجامعة، وفي معظم الحالات هو عضو هيئة التدريس. تتمتع كل جامعة بسلطة تقديرية واسعة في تجميع المواد الفردية معًا لتشكيل الكليات، وفي بعض الحالات قد يؤدي ذلك إلى مجمع واسع نسبيًا من الأقسام ذاتية الإدارة مع وجود عميد بدور ضعيف نسبيًا، وفي حالات أخرى قد يتم تنظيم الكليات بطريقة أكثر مركزية. عادة ما يكون العميد دائمًا أحد كبار أعضاء هيئة التدريس، ويتم انتخابه من قبل مجلس الكلية. ولا يتم تعيين العمداء من قبل قيادة الجامعة بل هم تعبير عن حق الكلية في الإدارة الذاتية الأكاديمية.
يساعد العميد العديد من العمداء المؤيدين الذين يتولون مسؤوليات معينة لإدارة الكلية ومساعد العميد. يتم انتخاب أعضاء هيئة التدريس المؤيدين للعمداء أيضًا، في حين أن مساعد العميد عادةً ما يكون له دور إداري طويل الأمد مع خلفية أكاديمية قوية.

### بريطانيا وأيرلندا
في بعض الجامعات في المملكة المتحدة يستخدم مصطلح العميد لرئيس الكلية، وهي مجموعة من الأقسام الأكاديمية ذات الصلة. ومن الأمثلة على ذلك عميد كلية الآداب والعلوم الإنسانية. تم العثور على استخدام مماثل للعميد في أستراليا ونيوزيلندا.
في الجامعات الجامعية مثل أكسفورد وكامبريدج، قد يكون لكل كلية عميد مسؤول عن الانضباط. يُشار إلى إجراء مقابلة مع العميد نتيجة لسوء السلوك على أنه قد تم ضبطه من قبل العميد. قد يكون العميد أيضًا، أو بدلاً من ذلك، مسؤولاً عن إدارة كنيسة الكلية. في كلية كوينز، كامبريدج، وكلية المسيح، كامبريدج، على سبيل المثال، يتم فصل منصبي عميد الكلية وعميد الكنيسة؛ وبالمثل في كلية الثالوث في دبلن، تختلف مناصب العمداء الكبار والمبتدئين (المسؤولين عن انضباط الأعضاء الصغار والكبار على التوالي) عن عمداء الإقامة (الذين ينظمون العبادة في كنيسة الكلية). في كلية المجدلية، أكسفورد يُشار إلى القسيس باسم عميد اللاهوت، وهو منفصل عن عميد الانضباط وعميد الرفاهية. في أكسفورد عميد الكاتدرائية هو رئيس كنيسة المسيح.
لدى جامعة درم عمداء تنفيذيون للكليات الأربع (بما في ذلك كلية إدارة الأعمال بجامعة درم). ويحمل رئيس القسم في كلية الحقوق في درم أيضًا لقب العميد.
يعد عميد كلية كينجز لندن دورًا غير اعتيادي بين الجامعات البريطانية، حيث أن العميد هو وزير مرسوم، مسؤول عن الإشراف على التطور الروحي ورفاهية جميع الطلاب والموظفين، فضلاً عن تعزيز الدعوات بين مجتمع العبادة.
يوجد في كل كلية من كليات جامعة لانكستر عميد مسؤول عن انضباط الطلاب.

### الولايات المتحدة

#### التعليم العالي
إن مصطلح ومنصب العميد سائد في التعليم العالي الأمريكي. على الرغم من أن الاستخدام يختلف من مؤسسة إلى أخرى، إلا أن العنوان يستخدم بطريقتين رئيسيتين:
- العميد هو عادة رئيس مجموعة كبيرة من الأقسام داخل الجامعة (على سبيل المثال، "عميد الحرم الجامعي بوسط المدينة"، "عميد كلية الآداب والعلوم"، "عميد كلية الطب")، وتقع على عاتقه مسؤوليات الموافقة على تعيين أعضاء هيئة التدريس، ووضع السياسات الأكاديمية، والإشراف على الميزانية، وجمع الأموال، والواجبات الإدارية الأخرى. عادة ما يكون هذا العميد أستاذًا ثابتًا من أحد الأقسام ولكنه يتخلى عن معظم أنشطة التدريس والبحث عند توليه العمادة.
- قد تحمل المناصب الإدارية العليا الأخرى في التعليم العالي أيضًا لقب العميد (أو لقب أقل مثل العميد المشارك أو العميد المساعد). على سبيل المثال، العديد من الكليات والجامعات لديها منصب يعرف باسم "عميد الطلاب"، وهو المسؤول عن شؤون الطلاب، و"عميد الكلية"، الذي يعمل كوسيط بين الإدارة العليا وأعضاء هيئة التدريس في شؤون الكلية والإدارة اليومية.

##### الكليات المهنية
تعتبر كل كلية الحقوق أو كلية الطب أو أي كلية مهنية أخرى تقريبًا جزءًا من الجامعة، وبالتالي تشير إلى مديرها الأعلى رتبة باعتباره العميد. لدى معظمها أيضًا العديد من العمداء المساعدين أو العمداء المشاركين (مثل العميد المشارك للشؤون الأكاديمية أو العميد المشارك للطلاب)، بالإضافة إلى عدد قليل من نواب العمداء.
إن لوائح نقابة المحامين الأمريكية بشأن عمل كليات الحقوق، والتي يجب اتباعها حتى تحصل مثل هذه المؤسسة على اعتماد النقابة وتحافظ عليه، تحدد دور عميد كلية الحقوق. تنص هذه اللوائح على أنه "يجب أن يكون لكلية الحقوق عميد متفرغ، يختاره مجلس الإدارة أو من ينوب عنه، ويكون العميد مسؤولاً أمامه". وبالتالي، لا يجوز أن يكون عميد كلية الحقوق مجرد أستاذ يتم اختياره من قبل زملائه الأساتذة، ولا حتى من قبل رئيس الجامعة.
وتوجد معايير مماثلة فيما يتعلق بعمداء كليات الطب. على وجه التحديد، تقوم لجنة الاتصال للتعليم الطبي، التي تعتمد كليات الطب، تحديد ما يجعلها مؤهلة للحصول على المنح الفيدرالية وترخيص الولاية، وتضع أيضًا الشروط التشغيلية. تتطلب لوائح اللجنة أن يكون لدى "المسؤول الرئيسي في كلية الطب، والذي يحمل عادة لقب" العميد "، إمكانية الوصول بسهولة إلى رئيس الجامعة أو أي مسؤول جامعي آخر مكلف بالمسؤولية النهائية عن الكلية، وإلى مسؤولي الجامعة الآخرين حسب الضرورة للوفاء بمسؤوليات مكتب العميد." تتطلب اللجنة أيضًا أن العميد "يجب أن يكون مؤهلاً من خلال التعليم والخبرة لتوفير القيادة في التعليم الطبي والنشاط العلمي ورعاية المرضى"  وأن "العميد ولجنة من أعضاء هيئة التدريس" يجب أن يحددوا سياسات كلية الطب."

### التعليم الثانوي
يعتبر مصطلح أو منصب العميد أقل شيوعًا في التعليم الثانوي الأمريكي. على الرغم من أن معظم المدارس الثانوية يرأسها مدير المدرسة، إلا أن القليل منها (خاصة المدارس الإعدادية الخاصة) يقومون بتسمية سلطتها الرئيسية عميد. في المدارس الكبيرة أو بعض المدارس الداخلية قد يكون هناك عميد للرجال أو الأولاد، وعميد للنساء أو الفتيات، أو قد يكون لكل مرحلة دراسية (السنة الأولى، السنة الثانية، وما إلى ذلك) عميد. يوجد في بعض المدارس الإعدادية والمدارس الثانوية معلم أو مسؤول يُشار إليه بالعميد المسؤول عن انضباط الطلاب وإلى حد ما عن الخدمات الإدارية.